# Lavignac
Lavignac település Franciaországban, Haute-Vienne megyében. Lakosainak száma 162 fő (2022. január 1.). Lavignac Saint-Martin-le-Vieux, Burgnac, Flavignac és Meilhac községekkel határos.

## Népesség
A település népességének változása:
| Lakosok száma | 149  | 148  | 153  | 153  | 159  | 165  | 164  | 164  | 162  |
|               | 2013 | 2015 | 2016 | 2017 | 2018 | 2019 | 2020 | 2021 | 2022 |